# Nemetschek
Pour les articles homonymes, voir Nemetschek (homonymie).
 (avril 2025).
Si vous disposez d'ouvrages ou d'articles de référence ou si vous connaissez des sites web de qualité traitant du thème abordé ici, merci de compléter l'article en donnant les références utiles à sa vérifiabilité et en les liant à la section « Notes et références ».
Le groupe Nemetschek (Nemetschek SE) est un fournisseur de logiciels pour l’architecture, l’ingénierie et l’industrie du bâtiment. L’entreprise développe et commercialise des solutions destinées à la conception, à la construction et à la gestion de bâtiments et de biens immobiliers. Elle conçoit également des applications multimédias. 

## Histoire
En 1963, Georg Nemetschek, ingénieur en génie civil, fonde un bureau d’études pour le bâtiment spécialisé dans la conception des structures porteuses. Ce bureau d’ingénieurs est l’une des premières entreprises de la branche à utiliser l’ordinateur pour concevoir des bâtiments et à développer des logiciels réservés à un usage interne. En 1977, Georg Nemetschek commence à commercialiser son Programmsystem Statik 97/77, un logiciel destiné au génie civil.
Lors de la foire de Hanovre de 1980, Nemetschek présente un progiciel de calcul intégré et de dessin de pièces de construction standard pour les constructions massives. Pour la première fois, l’ingénierie assistée par ordinateur (IAO) devient possible sur des microordinateurs. Pendant de nombreuses années, ce logiciel sera le seul de ce type sur le marché.

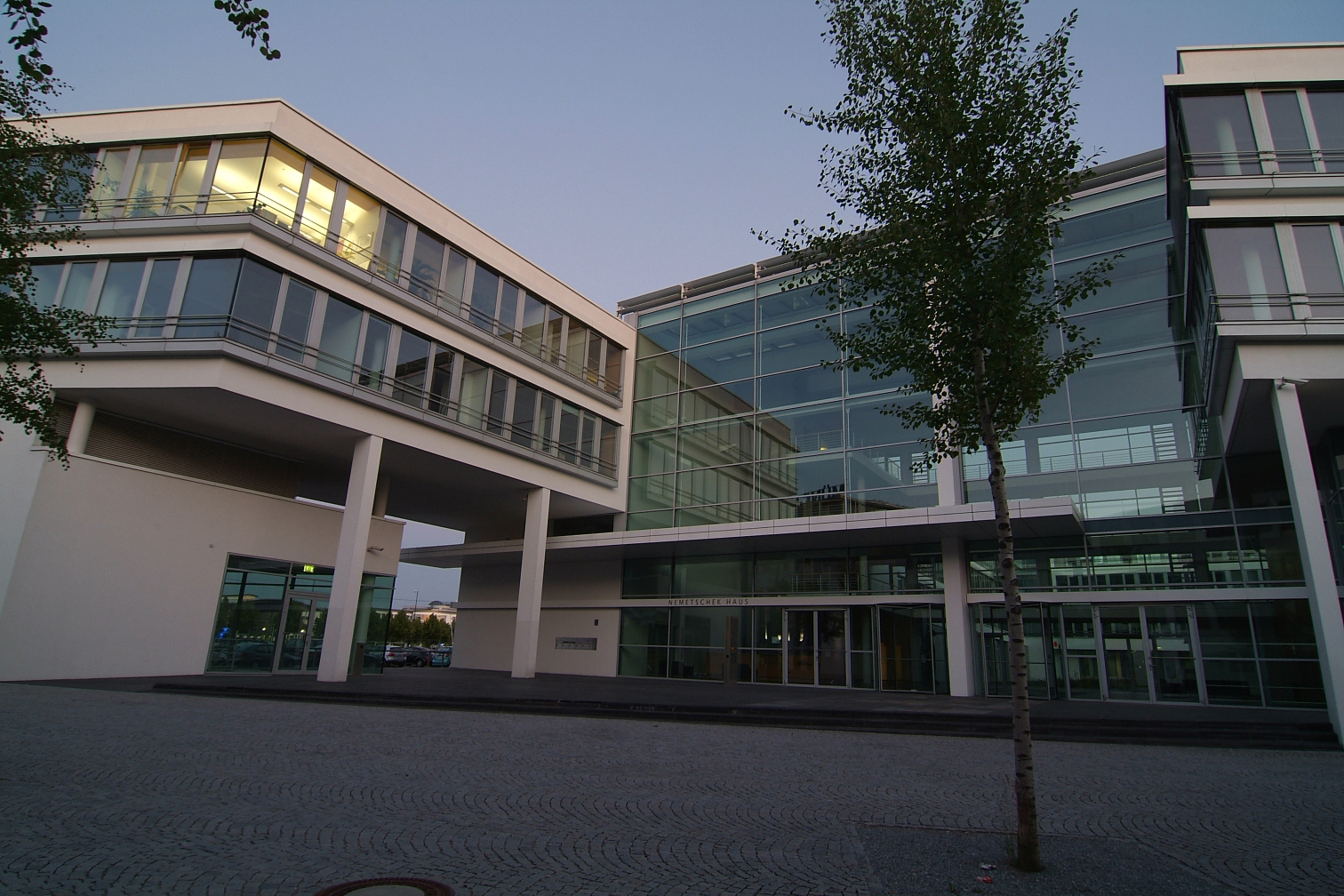
Le siège principal de la société Nemetschek Group à Munich

En 1981, la société Nemetschek Programmsystem GmbH est créée. Elle est chargée de la commercialisation des logiciels, tandis que le bureau d’études de Georg Nemetschek conserve le département de développement des logiciels. Le célèbre produit Allplan, un système de CAO pour les architectes et les ingénieurs, est lancé sur le marché en 1984. Grâce à lui, les concepteurs peuvent dessiner des bâtiments en trois dimensions. À la fin des années 1980, Nemetschek opte pour une stratégie d’expansion à l’échelle internationale : en 1996, l’entreprise possède des filiales dans huit pays européens, des partenaires de distribution dans neuf pays d’Europe, et depuis 1992 un site de développement supplémentaire à Bratislava, en Slovaquie. Les premiers rachats d’entreprises ont lieu à la fin des années 1990, notamment celui du fournisseur de logiciels de calcul statique, Friedrich + Lochner.
En 1994, l’entreprise adopte une nouvelle raison sociale : Nemetschek AG. En 1999, elle fait son entrée en Bourse et est depuis lors cotée sur le marché officiel (Prime Standard) de la Bourse de Francfort. S’ensuivra une série d’acquisitions d’entreprises, les plus importantes étant celles de l’éditeur américain Diehl Graphsoft (aujourd’hui Vectorworks avec le produit Vectorworks) et de MAXON Computer avec son logiciel Cinema 4D pour la visualisation et l’animation. D’autres rachats seront effectués en 2006 : L’acquisition du concurrent hongrois Graphisoft et de l’entreprise belge SCIA International.
En 2006, deux autres acquisitions marquantes ont suivi avec le rachat de la société hongroise Graphisoft, dont le produit phare est ArchiCAD, et de la société belge SCIA International.
En novembre 2013, Nemetschek a racheté le fournisseur de solutions d'approvisionnement Data Design System (DDS). En octobre 2014, l'éditeur de logiciels américain Bluebeam Software, Inc. a été acquis, un fournisseur de solutions de flux de travail basées sur le format PDF. [Fin décembre 2015, Nemetschek a racheté Solibri, spécialiste du BIM et leader du marché de l'assurance et du contrôle qualité pour le BIM. En mars 2016, Nemetschek est passé du statut de société anonyme à celui de société européenne (SE) et, en août 2016, a procédé à une autre acquisition, celle de SDS/2, l'un des principaux fournisseurs américains de logiciels BIM 3D pour les structures métalliques. En janvier 2017, elle a conclu l'acquisition du fournisseur de logiciels norvégien dRofus et, en octobre 2017, celle de la société américaine de logiciels de statique du bâtiment RISA Technologies.
En août 2018, Nemetschek a racheté MCS Solutions à Anvers, qui propose des solutions logicielles pour la gestion de l'immobilier, des installations et des espaces de travail des grandes organisations et qui a été rebaptisée par la suite Spacewell. Le Nemetschek Group se compose de treize marques indépendantes qui proposent des solutions tout au long de la chaîne de valeur de l'industrie de la construction, de la planification à la construction et à l'utilisation d'un ouvrage ou d'un bien immobilier.
Ces dernières années, d'autres acquisitions ont eu lieu au niveau des marques, comme par exemple l'acquisition de Redshift Rendering Technologies, Red Giant ou Pixologic, qui appartiennent désormais tous les trois à Maxon, ou de l'espagnol DEXMA, qui fait partie de la marque Spacewell depuis 2021.
Depuis le 24 septembre 2018, Nemetschek est coté au MDAX en plus du TecDAX.

## Principaux actionnaires
Au 19 décembre 2019:
| Fondations de Prof. Georg Nemetschek | 38,9% |
| La Famille Nemetschek (deux fils)    | 5,4%  |
| Fondation Nemetschek                 | 4,0%  |
| Prof. Georg Nemetschek               | 2,7%  |

## Secteurs d’activité
Depuis 2008, la société Nemetschek AG est une holding couvrant quatre secteurs d’activité : la conception (architecture et ingénierie), la construction, la gestion et le multimédia. La holding coiffe treize marques de produits qui conservent leur autonomie.

## Les principales filiales
Allplan
La société Allplan GmbH, dont le siège se trouve à Munich, a été fondée le 1er janvier 2008. Elle développe et commercialise la gamme Allplan, produit phare de Nemetschek depuis de nombreuses années. D’après ses propres informations, l’entreprise emploie près de 400 salariés (2012). Utilisé dans toute l’Europe, Allplan est un logiciel plate-forme destiné aux architectes, aux ingénieurs en génie civil, aux responsables des travaux et aux responsables des services généraux pour la conception et la gestion des bâtiments. Allplan Campus est une plate-forme en ligne qui s’adresse tout spécialement aux élèves, aux étudiants et aux enseignants. Elle propose des téléchargements, des films d’e-learning et de la documentation de formation pour les futurs architectes, ingénieurs ou dessinateurs en génie civil.
Graphisoft
Graphisoft est un fournisseur international de logiciels d’architecture. L’entreprise a été fondée en 1982 et emploie aujourd’hui plus de 230 salariés. La centrale de l’entreprise se trouve à Budapest et gère des filiales internationales aux États-Unis, en Grande-Bretagne, en Espagne, au Japon et à Singapour. Selon les informations fournies par l’entreprise, le logiciel d’architecture ArchiCAD est utilisé dans plus de 80 pays.
Vectorworks
Installée à Columbia (Maryland), Vectorworks, anciennement Diehl Graphsoft, développe et commercialise depuis plus de 20 ans des logiciels de conception dans le monde entier. Elle emploie environ 90 salariés (2009). La gamme de produits Vectorworks propose des solutions de conception professionnelles pour l’architecture, l’agencement intérieur, l’industrie du divertissement, l’horticulture, l’architecture paysagiste et la construction mécanique. Selon les informations fournies par l’entreprise, Vectorwork est utilisé à l’échelle mondiale dans 85 pays différents.
SCIA
Fondée en 1974 et siégeant à Herk-de-Stad, en Belgique, Scia (acronyme de « Scientific Applications ») développe et commercialise des logiciels de calcul statique, de conception et de construction de structures porteuses, tout en s’appuyant sur la plate-forme Building Information Modeling. Scia est une filiale à cent pour cent de la société Nemetschek AG et emploie, d’après ses propres informations, plus de 100 salariés répartis sur dix sites différents dans le monde entier.
dRofus
dRofus, créée en 2011 en Norvège, développe et commercialise un logiciel de gestion de données pour tous les acteurs d'un projet de construction. Toute l'équipe de développement est basée au siège d'Oslo et dRofus possède des filiales en Asie-Pacifique, en Europe et en Amérique du Nord qui assurent les ventes et le support régional. dRofus est utilisé dans une quarantaine de pays dans tous les secteurs de la construction, de l'hospitalier au logement.